# Cryptantha virgata
Cryptantha virgata là loài thực vật có hoa trong họ Mồ hôi. Loài này được (Porter) Payson mô tả khoa học đầu tiên năm 1927.